# Golpe de Estado no Níger em 1974
O golpe de Estado no Níger em 1974  foi uma insurreição militar, em grande parte sem derramamento de sangue, que derrubou o primeiro governo pós-colonial do Níger. O governo que se seguiu, embora que assolado por tentativas de golpe de Estado, sobreviveu até 1991.
Em 15 de abril de 1974, o tenente-coronel Seyni Kountché liderou um golpe militar que pôs fim ao domínio de quatorze anos do primeiro presidente do Níger, Hamani Diori. Diori ficou aprisionado até 1980 e permaneceu sob prisão domiciliar. O golpe militar teve início às 01:00, na manhã de 15 de abril, quando todas - menos umas poucas - unidades rapidamente declararam lealdade para os líderes golpistas. A guarda pessoal do presidente Hamani Diori, a toda tuaregue Guarde Republicain, foi à única unidade a resistir sob as ordens da esposa de Diori, Senia. Ela e um número desconhecido de homens da Guarda foram assassinados no palácio presidencial após o amanhecer em 15 de abril. 
A seca do Sahel de 1968-1972 havia agravado as tensões existentes no governo de partido único do PPN. Desordens civis generalizadas após as acusações de que alguns ministros do governo fizeram apropriação indébita estoques de ajuda alimentar e acusações de consolidação do poder de Diori. Diori limitou nomeações do gabinete para companheiros Djerma, familiares e amigos íntimos. Além disso, adquiriu novos cargos, declarando-se ministro das Relações Exteriores e da Defesa. 
Os primeiros atos oficiais de Kountché foram suspender a Constituição, dissolver a Assembleia Nacional, proibir todos os partidos políticos, e libertar os presos políticos. Um Conselho Militar Supremo (CMS) foi constituído em 17 de abril de 1974 com Kountché como presidente. O seu mandato declarava que haveria uma distribuição de ajuda alimentar de forma justa e a restauração da moralidade na vida pública. Um Conselho Consultivo Nacional para o Desenvolvimento (CND) substituiu a Assembleia Nacional. Embora os partidos políticos fossem proibidos, ativistas da oposição que foram exilados durante o regime de Diori foram autorizados a voltar para o Níger.
Apesar de um período de relativa prosperidade, o governo militar da época concedeu uma insignificante liberdade de expressão e envolveu-se em prisões arbitrárias e assassinatos. As primeiras eleições presidenciais ocorreram em 1993 (33 anos após a independência), e as primeiras eleições municipais ocorreram apenas em 2007.